# Ravi Patel

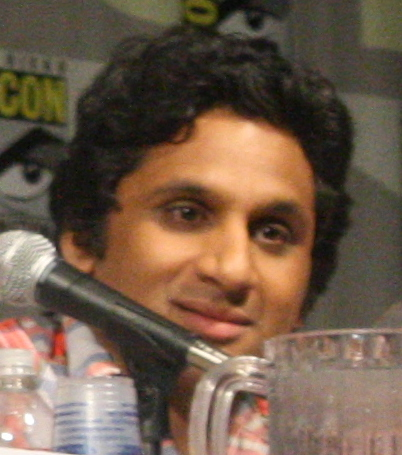
Ravi Patel auf der Comic-Con 2009

Ravi Vasant Patel (* 18. Dezember 1978 in Freeport, Illinois) ist ein US-amerikanischer Schauspieler.

## Leben und Karriere
Ravi Patel wurde in zweiter Generation indischstämmiger Amerikaner als Sohn eines Finanzberaters und einer Immobilienmaklerin im US-Bundesstaat Illinois geboren. Er wuchs in Charlotte, in North Carolina, auf. Dort besuchte er nach der Schulzeit die University of North Carolina at Chapel Hill, die er mit zwei Masterabschlüssen in Wirtschaft und Internationale Beziehungen im Jahr 2001 verließ. Seine drei Jahre ältere Schwester arbeitet als Autorin und Regisseurin. Nach dem Abschluss arbeitete Patel zunächst als Investmentbanker und war einer der Co-Gründer des All In Magazine, nachdem er nach Los Angeles gezogen war.
2006 war Patel erstmals vor der Kamera zu sehen, nachdem er eine kleine Rolle im Film The Boys & Girls Guide to Getting Down übernahm. Anschließend trat er in den Serien It’s Always Sunny in Philadelphia und Scrubs – Die Anfänger in Gastrollen auf. Kleinen Nebenrollen in den Filmen Transformers, Hotel California und Powder Blue folgten. 2010 übernahm er eine der Hauptrollen in der Krimiserie Past Life. Ab 2012 trat er unter anderem in den Serien Bones – Die Knochenjägerin, Perception, The New Normal, The Michael J. Fox Show, Hawaii Five-0, The Comedians, Grey’s Anatomy, Master of None, Santa Clarita Diet in Gastrollen auf.
2016 veröffentlichte Patel, zusammen mit seiner Schwester, die autobiografische Dokumentation Meet the Patels. Zwischen 2015 und 2016 war er als Ravi in der Serie Grandfathered zu sehen. 2019 übernahm er als Tom eine Nebenrolle im Film Long Shot – Unwahrscheinlich, aber nicht unmöglich.
Patel ist seit 2015 mit der Schauspielerin Mahaley Patel, geb. Hessam, verheiratet. Zusammen sind sie Eltern einer Tochter.

## Filmografie (Auswahl)
- 2006: The Boys & Girls Guide to Getting Down
- 2006: It’s Always Sunny in Philadelphia (Fernsehserie, Episode 2x02)
- 2007: Scrubs – Die Anfänger (Scrubs, Fernsehserie, 2 Episoden)
- 2007: Transformers
- 2007: The World According to Barnes (Fernsehfilm)
- 2008: Hotel California
- 2008: Precious Meadows (Fernsehfilm)
- 2008–2009: Easy Money (Fernsehserie, 6 Episoden)
- 2009: Powder Blue
- 2009: The Last Hurrah
- 2009: Static (Fernsehserie, 6 Episoden)
- 2010: Past Life (Fernsehserie, 9 Episoden)
- 2010: Look (Fernsehserie, 3 Episoden)
- 2010: Nevermind Nirvana (Fernsehfilm)
- 2011: Outsourced (Fernsehserie, Episode 1x17)
- 2011: Svetlana (Fernsehserie, 2 Episoden)
- 2012: Bones – Die Knochenjägerin (Bones, Fernsehserie, Episode 7x09)
- 2012: Perception (Fernsehserie, Episode 1x01)
- 2012: The New Normal (Fernsehserie, 3 Episoden)
- 2013: Middle Age Rage (Fernsehfilm)
- 2014: The Michael J. Fox Show (Fernsehserie, Episode 1x17)
- 2014: Trophy Wife (Fernsehserie, Episode 1x22)
- 2014: Hawaii Five-0 (Fernsehserie, Episode 5x09)
- 2015: The Comedians (Fernsehserie, Episode 1x07)
- 2015: Puerto Ricans in Paris
- 2015: Another Period (Fernsehserie, Episode 1x07)
- 2015–2016: Grandfathered (Fernsehserie, 22 Episoden)
- 2015–2017: Master of None (Fernsehserie, 2 Episoden)
- 2016: Get a Job
- 2016: Grey’s Anatomy (Fernsehserie, 2 Episoden)
- 2016–2017: Wrecked – Voll abgestürzt! (Wrecked, Fernsehserie, 6 Episoden)
- 2016–2019: American Housewife (Fernsehserie, 5 Episoden)
- 2017: Superstore (Fernsehserie, Episode 2x11)
- 2017: Band Aid
- 2017: Santa Clarita Diet (Fernsehserie, Episode 1x09)
- 2018: The Cool Kids (Fernsehserie, Episode 1x04)
- 2018: The Black String
- 2019: Long Shot – Unwahrscheinlich, aber nicht unmöglich (Long Shot)
- 2019: Emmett
- 2019: Come As You Are – Roadtrip ins Leben
- 2020: Wonder Woman 1984
- 2022: Der Einparker (The Valet)
- 2023: Justified: City Primeval (Miniserie, 4 Episoden)
- 2023: Viel Wirbel um Weihnachten (Dashing Through the Snow)
- seit 2023: Animal Control (Fernsehserie)